# زاموالت (اورگن)
زاموالت (به انگلیسی: Zumwalt) یک منطقهٔ مسکونی در ایالات متحده آمریکا است که در اورگن واقع شده است. زاموالت ۱٬۳۹۳٫۸۷ متر بالاتر از سطح دریا قرار دارد.